# Brandýs nad Labem-Stará Boleslav
Brandýs nad Labem-Stará Boleslav (Czech pronunciation: [ˈbrandiːs ˈnad labɛm ˈstaraː ˈbolɛslaf]; tysk: Brandeis-Altbunzlau) er et administrativt forenet bypar i distriktet Prag-Øst i Regionen Centralbøhmen i Tjekkiet. Den har omkring 20.073 (2024) indbyggere, og det er det næststørste tjekkiske forenede par af byer efter Frýdek-Místek. De historiske bymidter i både Brandýs nad Labem og Stará Boleslav er velbevarede og er beskyttet ved lov som bymæssige monumentzoner.

## Administrative dele
Kommunen består af byerne Brandýs nad Labem og Stará Boleslav og landsbyen Popovice.

## Geografi
Brandýs nad Labem-Stará Boleslav ligger omkring 25 km nordøst fra Prag. Det er en del af Prags hovedstadsområde. 
Brandýs nad Labem-Stará Boleslav ligger ved floden Elben, - Brandýs nad Labem på venstre bred og Stará Boleslav på højre bred. 

## Galleri
- Middelaldertårn i Stará Boleslav
- Centrum af stjernen Karolus Boleslav
- Sankt Venceslaus-basilikaen i Stjerne